# Recompensas de longitud

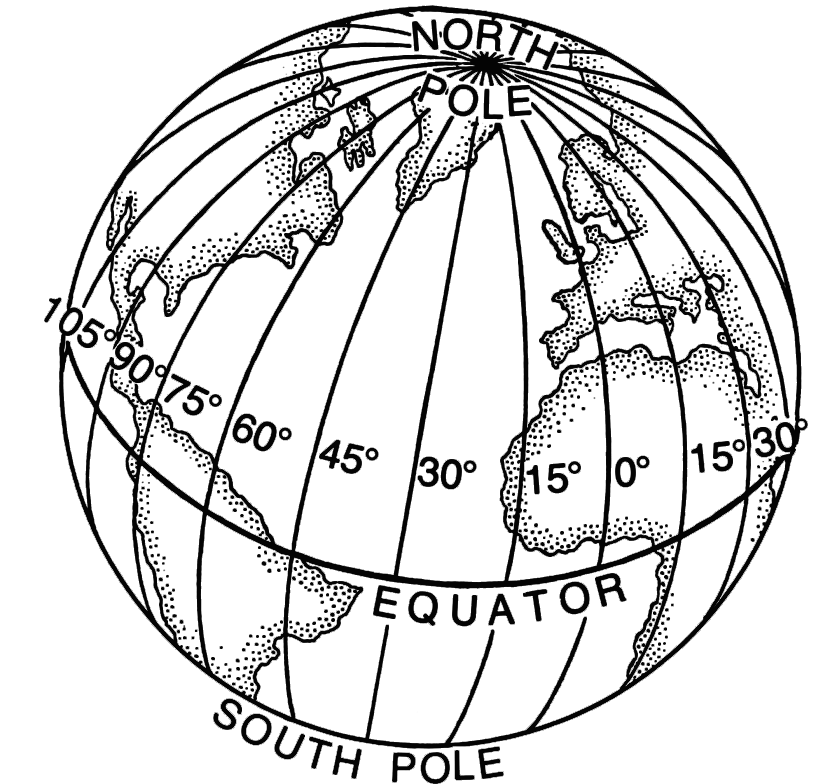
Líneas de igual longitud (meridianos) sobre el globo terrestre

Las recompensas de longitud fueron el sistema de premios de incentivo ofrecidos por el gobierno del Reino Unido para la consecución de un método simple y práctico que permitiera la determinación precisa de la longitud geográfica de un barco en alta mar. Las recompensas, establecidas mediante una Ley del Parlamento (Ley de longitud) en 1714, fueron administradas por una Junta de Longitud creada al efecto.
En cualquier caso, no fue la primera recompensa que se había ofrecido para resolver este problema. Felipe II de España ofreció una recompensa en 1567, su hijo Felipe III ofreció en 1598 seis mil ducados y una pensión, mientras que los Estados Generales de los Países Bajos ofrecieron 10.000 florines poco después. En 1675, Robert Hooke solicitó en Inglaterra una recompensa de 1000 libras por su invención de un reloj regulado por un resorte. Sin embargo, estas grandes sumas nunca llegaron a concederse, aunque varias personas recibieron cantidades más pequeñas por logros significativos.

## Antecedentes: el problema de la longitud
La medición de la longitud fue un problema que se puso de manifiesto cuando se comenzó a realizar viajes transoceánicos con relativa frecuencia. Determinar la latitud era relativamente fácil, ya que se podía encontrar a partir de la altitud del sol al mediodía con la ayuda de una tabla que indicaba la declinación del sol para cada fecha dada. Para la longitud, los primeros navegantes oceánicos tenían que confiar en la navegación por estima, basándose en los cálculos del rumbo y de la velocidad de la embarcación durante un tiempo determinado (muchos de los cuales se basaban en la intuición del capitán y/o del navegante). Este procedimiento era inexacto en viajes largos lejos de la costa, que a veces terminaban en tragedia. También fue necesaria una determinación precisa de la longitud para conocer la "declinación magnética" adecuada, es decir, la diferencia entre el norte magnético indicado por la brújula y el norte verdadero, que puede diferir hasta 10 grados en las principales latitudes comerciales de los océanos Atlántico e Índico. Por lo tanto, encontrar una solución adecuada para determinar la longitud en el mar era de suma importancia.
La Ley de Longitud solo abordó la determinación de la longitud en el mar. Determinar la longitud con razonable precisión en tierra fue, desde el siglo XVII en adelante, posible utilizando el satélite galileano de Júpiter como un 'reloj' astronómico. Las lunas eran fácilmente observables en tierra, pero numerosos intentos de observarlas de manera fiable desde la cubierta de un barco fracasaron.
La necesidad de una mejor precisión de navegación en los viajes oceánicos cada vez más largos había sido un tema explorado por muchas naciones europeas durante siglos antes de la aprobación de la Ley de longitud en Inglaterra en 1714. Portugal, España y los Países Bajos ofrecieron incentivos financieros para soluciones al problema de la longitud geográfica ya en 1598.
Abordar el problema de la longitud se dividió, principalmente, en tres categorías: terrestre, celeste y mecánico. Esto incluyó atlas detallados, cartas lunares y mecanismos de cronometraje en el mar. Los expertos en el tema postulan que las ganancias económicas y el poder político que se podía obtener en la exploración oceánica, y no la curiosidad científica y tecnológica, es lo que se tradujo en la rápida derogación de la Ley de longitud de 1714 y en el establecimiento del premio más grande y famoso, la Recompensa de Longitud.

## Establecimiento de las recompensas
A principios de la década de 1700, se produjeron una serie de desastres marítimos, incluido el naufragio de un escuadrón de buques de guerra en las islas Sorlingas en 1707. Casi al mismo tiempo, el matemático Thomas Axe decretó en su testamento que se otorgara un premio de 1000 libras para una investigación prometedora destinada a determinar la "longitud verdadera" y que se pagaran sumas anuales a los académicos involucrados en la elaboración de mapas del mundo revisados.
En 1713, cuando se presentó la propuesta de longitud de William Whiston y Humphrey Ditton en la apertura de la sesión del Parlamento, una comprensión general del problema de la longitud motivó la formación de un comité parlamentario y la rápida aprobación de la Ley de Longitud el 8 de julio de 1714. Dentro de esta ley, se detallaban tres recompensas basadas en niveles de precisión, que son los mismos requisitos de precisión utilizados para el premio Axe, establecidos por Whiston y Ditton en su petición, y recomendados por Isaac Newton y Edmund Halley al comité parlamentario.
- 10.000 libras (equivalentes a 1.3 millones en 2015[10]) para un método que permitiera determinar la longitud dentro de 1 grado sexagesimal (equivalente a 60 millas náuticas (111,1 km) en el ecuador).
- 15.000 libras (equivalentes a 1.96 millones en 2015[10]) para un método que permitiera determinar la longitud dentro de 40 minutos de arco (2/3 de grado)
- 20.000 libras (equivalentes a 2.61 millones en 2015[10]) por un método que permitiera determinar la longitud en 30 minutos (1/2 grado)

Además, se ofrecieron recompensas para aquellos que pudieran hallar un método que funcionara dentro de 80 millas geográficas de la costa (donde los barcos estarían en mayor peligro), y para aquellos con ideas prometedoras que necesitaran ayuda financiera para llevarlos a cabo.
Los métodos propuestos se probarían navegando a través del océano, desde Gran Bretaña hasta cualquier puerto de las Indias Occidentales (unas seis semanas) sin perder su longitud más allá de los límites enumerados anteriormente. Además, el competidor debería demostrar la precisión de su método determinando la longitud de puntos terrestres cuya longitud ya se conocía con precisión. El comité parlamentario también estableció la Junta de Longitud. Este panel de jueces sería el encargado de evaluar las soluciones propuestas y también se les dio la autoridad para otorgar hasta 2000 libras en anticipos para proyectos prometedores que no cumplían por completo con los términos de los niveles de premios, pero que aun así se considerasen dignos de llevarse a cabo. Los términos exactos de los requisitos para los premios serían disputados más tarde por varios destinatarios, incluido el relojero John Harrison. En última instancia, la recompensa de 20.000 libras no se otorgó a nadie en una suma global, aunque Harrison recibió una serie de pagos por un total de 23.065 libras. La Junta de Longitud existió durante más de 100 años. Cuando se disolvió oficialmente en 1828, se habían desembolsado más de 100.000 libras.

## Destinatarios notables
La Ley de Longitud ofreció un incentivo muy grande para encontrar soluciones al problema de la longitud. Algunos receptores posteriores de recompensas, como Leonhard Euler y Tobias Mayer, dejaron en claro públicamente que el dinero no era el incentivo, sino las importantes mejoras en la navegación y la cartografía. Otros destinatarios, como Kendall y Harrison, tuvieron que apelar a la Junta de Longitud y a otros funcionarios gubernamentales para obtener una compensación adecuada por su trabajo. Otros más presentaron teorías radicales y poco prácticas, algunas de las cuales se pueden ver en una colección en la Biblioteca Houghton de Harvard. Los esquemas e ideas para mejorar los instrumentos y la astronomía, tanto prácticos como poco prácticos, se pueden ver entre los archivos digitalizados de la  Junta de la Longitud.
Aunque la Junta de la Longitud no otorgó nunca un premio de 20.000 libras esterlinas, ofreció sumas a varias personas en reconocimiento a su trabajo para mejorar la instrumentación o en atlas y mapas estelares publicados en distintas ocasiones.

### Lista de premiados por importe
- John Harrison: 23.065 libras otorgadas en general después de distintas reclamaciones a la Junta durante varios años
- Thomas Mudge: un adelanto de 500 libras en 1777 para desarrollar su cronómetro marino y un premio de 3000 libras aprobado por un comité especial en 1793 en reconocimiento a sus logros.[15]
- Tobias Mayer: 3000 libras otorgadas a su viuda por las tablas de distancias lunares, que fueron publicados en The National Almanac en 1766, siendo utilizadas por James Cook en sus viajes.[16]
- Thomas Earnshaw: 3000 libras otorgadas por años de diseño y mejoras realizadas en los cronómetros.[17]
- Charles Mason: recibió 1317 libras por diversas contribuciones y mejoras en las tablas lunares de Mayer.[17]
- Larcum Kendall: 800 libras en total por su copia, mejoras y simplificaciones del cronómetro marino de Harrison (500 por el K1, la copia de Kendall del H4 de Harrison; 200 por el K2 modificado; y 100 por la última modificación del modelo K3).[15]
- Jesse Ramsden: 615 libras otorgadas por su sextante dividido mecánicamente con el requisito de que compartiera sus métodos y el diseño con otros fabricantes de instrumentos.[7]
- John Arnold: 300 libras otorgadas en incrementos para mejorar su diseño y experimentos de cronometraje, aunque nunca se alcanzó la precisión requerida para el premio.[15]
- Leonhard Euler: 300 libras otorgadas por contribuciones al método de la distancia lunar ideado por Mayer.
- Nathaniel Davies: se le otorgaron 300 libras por el diseño de un telescopio lunar para Mayer.[17]

Derek Howse elaboró una lista completa de las recompensas hechas por los Comisionados y la Junta de Longitud, en un Apéndice a su artículo sobre las finanzas del organismo.

#### Otras presentaciones
Se sabe que solo dos mujeres presentaron propuestas a los Comisionados de la Longitud, Elizabeth Johnson y Jane Squire. Las presentaciones recibidas se pueden encontrar entre la correspondencia de los documentos digitalizados de la Junta de Longitud.

## Reclamaciones de John Harrison
El ganador de la mayor cantidad de dinero en recompensa bajo la Ley de Longitud fue John Harrison por sus cronómetros marinos, incluido su modelo H4. Harrison tenía 21 años cuando se aprobó la Ley de Longitud. Pasó los siguientes 45 años perfeccionando el diseño de sus cronómetros. Recibió una primera recompensa de los Comisionados de Longitud en 1737, pero no obtuvo el pago final hasta cumplir los 80 años de edad.
Harrison recibió por primera vez 250 libras esterlinas en 1737, con el fin de mejorar su prometedor cronómetro marino H1, lo que llevó a la construcción del H2. Se le recompensó con 2000 libras durante el lapso de 1741-1755 por su trabajo continuado y la finalización de los relojes H2 y H3. De 1760 a 1765, Harrison recibió 2865 libras esterlinas por diversos gastos relacionados con la construcción, las pruebas en el océano y un premio final por el funcionamiento de su cronómetro marino H4. A pesar de
que el rendimiento del H4 excedió el requisito de precisión de la recompensa más alta posible fijada en la Ley de longitud original, Harrison fue recompensado con 7500 libras (es decir, 10.000 libras menos los pagos que había recibido en 1762 y 1764) una vez que reveló el método de fabricación de su dispositivo, y se le dijo que debía demostrar que su única máquina podía reproducirse antes de poder pagar las 10.000 libras esterlinas finales.
Harrison hizo una en lugar de las dos copias solicitadas del H4, y él mismo y los miembros de su familia finalmente apelaron ante el rey Jorge III después de que las peticiones de recompensas adicionales no fueron correspondidas por la Junta de Longitud. El Parlamento concedió una recompensa de 8750 libras esterlinas en 1773 hasta completar un pago total de 23.065 libras esterlinas durante treinta y seis años.

## En la cultura popular

### Literatura
- The Marine Chronometer", obra de Rupert Gould publicada en 1923. "El cronómetro marino" (ISBN 0907462057) es un trabajo de referencia completo sobre este instrumento. Cubre la historia del cronómetro desde los primeros intentos de medir la longitud, al tiempo que incluye discusiones e ilustraciones detalladas de los diversos mecanismos y de sus inventores.
- El superventas de Dava Sobel de 1996 Longitude (ISBN 0-14-025879-5) relata la historia de Harrison. Una adaptación cinematográfica titulada Longitude fue lanzada por Granada Productions y A&E en 2000, protagonizada por Michael Gambon como Harrison y Jeremy Irons como Rupert Gould.
- La isla del día de antes, por Umberto Eco.
- Los viajes de Gulliver, por Jonathan Swift.

### En la formación de sociedades populares
- Asociación Nacional de Relojes y Coleccionistas de Relojes (NAWCC)
- El Simposio de la Longitud